# Kanton Perpignan-9
Perpignan-9 is een voormalig kanton van het Franse departement Pyrénées-Orientales. Het kanton maakte deel uit van het arrondissement Perpignan. Het werd opgeheven bij decreet van 26 februari 2014 met uitwerking op 22 maart 2015.
Het kanton omvatte uitsluitend een deel van de gemeente Perpignan.